# Gran Premio d'Italia 1980
Il Gran Premio d'Italia 1980 fu la dodicesima prova della stagione 1980 del Campionato mondiale di Formula 1. Si corse domenica 14 settembre 1980 sul Circuito di Imola. La gara fu vinta dal brasiliano Nelson Piquet su Brabham-Ford Cosworth; per il vincitore si trattò del terzo successo nel mondiale. Precedette sul traguardo l'australiano Alan Jones e l'argentino Carlos Reutemann, entrambi su Williams-Ford Cosworth. Grazie a questi risultati la Williams si aggiudicò matematicamente, e per la prima volta, il Campionato mondiale costruttori di Formula 1.
Fu l'unico Gran Premio d'Italia, valido per il campionato mondiale di Formula 1, a non disputarsi sull'Autodromo nazionale di Monza. Il Gran Premio d'Italia venne premiato, per la seconda volta consecutiva, col Race Promoters' Trophy, quale gran premio meglio organizzato nella stagione. L'anno precedente però la gara si era svolta, come detto, a Monza.

## Vigilia

### Sviluppi futuri
La Scuderia Ferrari comunicò la sua intenzione di ufficializzare il pilota, che avrebbe sostituito Jody Scheckter, solo al lunedì dopo il gran premio. Alcune voci davano il francese Didier Pironi quale favorito.  La Renault confermò anche per il 1981 la stessa coppia di piloti titolari Jean-Pierre Jabouille e René Arnoux. L'Alfa Romeo comunicò di aver iniziato a testare il suo propulsore V8 turbo da 1.500 cm³, denominato 158, che avrebbe equipaggiato le sue monoposto dalla stagione 1981. Anche la Fittipaldi era intenzionata a passare a un motore turbo per la stagione 1981, e per tale ragione contattò il preparatore tedesco Zakspeed. La casa tedesca stava già gareggiando con una Ford Capri a motore turbo, con un propulsore derivato dal Kent 1300 della Ford Fiesta assemblato con valvole Cosworth DOHC.
La Federazione Internazionale Sport Automobilistico (FISA) confermò che il regolamento tecnico per il 1981 sarebbe stato quello adottato durante le riunioni del 15 aprile, 3 giugno e 30 luglio 1980, che non prevedeva la possibilità di montare le "minigonne" sulle vetture di Formula 1.
Ken Tyrrell annunciò la sua intenzione di schierare una terza vettura negli ultimi gran premi stagionali, affidata al neozelandese Mike Thackwell, che aveva, senza successo, tentato di qualificarsi nel Gran Premio d'Olanda con l'Arrows.
Tornò in forte dubbio l'effettuazione del GP del Watkins Glen. L'inviato della FISA all'ispezione del tracciato dubitò che le condizioni della pista potessero essere adeguate alle esigenze della Formula 1 entro il 5 ottobre, giorno previsto per la gara. Il 9 settembre però la FISA confermò la data.

### Analisi per il campionato costruttori
A differenza della classifica per i piloti quella per la Coppa Costruttori non prevedeva scarti, ma sommava i punti ottenuti dalle migliori due vetture che fossero giunte al traguardo. La Williams, alla vigilia della gara, guidava la classifica con venticinque punti di margine sulla Ligier, 35 sulla Brabham e 42 sulla Renault, con ancora un massimo di 45 punti, ovvero tre gare, da conquistare per ciascuna scuderia.
La Williams, per vincere la Coppa per la prima volta, avrebbe dovuto chiudere la gara aumentando ad almeno 31 i punti di margine sugli inseguitori, potendo ancora superare la casa britannica per numero di vittorie, in caso di arrivo a pari punti.
La scuderia di Frank Williams si sarebbe aggiudicata il titolo se:
- avesse ottenuto una doppietta primo-secondo posto;
- fosse giunta prima e terza con nessuna Ligier che non fa più di 7 punti;
- fosse giunta prima e quarta con la Ligier che non fa più di 6 punti;
- fosse giunta prima e quinta con la Ligier che non fa più di 5 punti;
- avesse ottenuto dieci punti (vittoria e sesto posto o secondo e terzo) con la Ligier che non fa più di 4 punti;
- avesse ottenuto nove punti (solo vittoria o con secondo e quarto posto) con la Ligier che non fa più di 3 punti;
- avesse ottenuto otto punti (con secondo e quinto posto) con la Ligier che non fa più di 2 punti e la Brabham che non fa primo e terzo;
- avesse ottenuto sette punti (con secondo e sesto posto oppure terzo e quarto) con la Ligier che non giunge meglio di sesta e la Brabham che fa più di 11 punti;
- avesse ottenuto sei punti (con un secondo posto oppure un quarto e un quinto) con la Ligier che non fa punti e la Brabham che non fa più di 10 punti;

### Aspetti tecnici
Per la prima, e per ora unica, volta il Gran Premio d'Italia, in una sua edizione valida per il campionato mondiale di F1 non si disputò sul tradizionale Autodromo nazionale di Monza, ma si spostò sul Circuito di Imola, all'epoca dedicato al solo Dino Ferrari. La gara italiana era stata ospitata, prima dell'istituzione del campionato mondiale, anche sui circuiti di Montichiari (nel 1921, prima edizione), poi sul Circuito di Montenero di Livorno (1937) e, nel secondo dopoguerra, anche a Milano (1947) e Torino (1948). Dal 1949 era rimasto in sede fissa a Monza.
Il tracciato di Imola aveva già ospitato due gran premi di Formula 1, non validi però per il mondiale. Il primo il 21 aprile 1963, denominato Gran Premio d'Imola, e vinto da Jim Clark su Lotus-Climax; il secondo il 16 settembre 1979, il Gran Premio Dino Ferrari, che aveva visto il successo di Niki Lauda su Brabham-Alfa Romeo.
Imola avrebbe dovuto ospitare già nel 1979 la gara, in base a un accordo, firmato il 26 ottobre 1978, tra l'Automobile Club di Bologna e Bernie Ecclestone, capo della FOCA, per la disputa di un Gran Premio sul circuito, per tre stagioni. L'annuncio venne criticato dall'ACI, che si considerava l'unico soggetto intitolato per chiudere un tale accordo, così come dalla Commissione Sportiva Internazionale, unico ente predisposto per l'omologazione dei circuiti. Ecclestone giustificò la scelta, che avrebbe eliminato il Circuito di Monza dal calendario, non essendo previsti due Gran Premi in Italia, con la scarsa qualità delle strutture del tracciato brianzolo e dalla mancata progettazione dei lavori richiesti.

Gilles Villeneuve mentre testa la nuova Ferrari a motore turbo sul circuito di Imola una settimana prima del gran premio.

Dopo una lunga diatriba, che vedeva da un lato l'Automobile Club Italiano e dall'altro Bernie Ecclestone, il 13 aprile 1979 vi fu un accordo per tenere il Gran Premio d'Italia 1979 a Monza e svolgere una gara fuori campionato a Imola, che a sua volta, avrebbe ospitato il Gran Premio nazionale nel 1980. In agosto venne raggiunto l'accordo definitivo tra la FOCA e gli organizzatori di Imola per lo svolgimento del Gran Premio non valido per il campionato, da tenersi la settimana successiva a quello d'Italia.
Per attrezzare il circuito in maniera adeguata vennero spesi 2 miliardi e mezzo di lire: vennero rifatti interamente i box e la palazzina dei servizi. Vennero sistemati più di 20.000 pneumatici come barriera di protezione. Il circuito poteva ospitare 28.000 spettatori seduti nelle tribune, più altri 90.000 in piedi, sui prati lungo la pista. La pista era lunga esattamente 5 chilometri, comprendeva 9 curve a destra e 12 a sinistra, e andava affrontata in senso antiorario. La somma delle parti in rettilineo arrivava a 3.450 metri.
L'Alfa Romeo prospettò l'esordio per una nuova monoposto, la 180, esordio che però non si concretizzò per i ritardi nell'approntamento della vettura. La Ferrari testò, senza però portare in gara, la 126 C, vettura equipaggiata col motore turbo. La vettura si presentava con una linea alquanto diversa dalla sola altra vettura turbo del mondiale, ovvero la Renault RE20. Il telaio risultava più stretto e con un motore a 120°, di non grandi dimensioni. Anche l'Osella presentò una nuova versione della sua monoposto, più leggera e con un telaio più stretto.

### Aspetti sportivi
Il 5 e 6 settembre il tracciato ospitò delle prove libere. Il tempo migliore fu di Jean-Pierre Jabouille su Renault in 1'35"37, nuovo record ufficioso della pista. L'interesse dei tifosi fu per l'esordio della prima Ferrari a motore turbo, la 126 C, guidata da Gilles Villeneuve, che chiuse in 1'39"54. Alle prove assistette anche Enzo Ferrari.

Manfred Winkelhock sostituì l'infortunato Jochen Mass all'Arrows.

Il giorno seguente la vettura Ferrari poté compiere solo una decina di giri prima che il surriscaldamento del propulsore costringesse la scuderia italiana a sospendere i test sulla nuova monoposto. Il tempo migliore di Villeneuve fu di 1'38"39, contro l'1'35"68 fatto segnare da Nelson Piquet su Brabham. Ai test del 6 settembre accorsero ben 15.000 spettatori. Durante i test l'ing. Mauro Forghieri della Scuderia Ferrari dichiarò:
Jochen Mass, dopo aver saltato i due ultimi gran premi per i postumi dell'incidente nelle prove del Gran Premio d'Austria, non fu in grado di partecipare nemmeno alla gara romagnola. La sua scuderia, l'Arrows, lo sostituì in questo caso col pilota tedesco Manfred Winkelhock, esordiente nel mondiale di F1, e impegnato nel corso della stagione in Formula 2. L'Ensign confermò ancora Geoff Lees preferendolo a Kevin Cogan, mentre l'Alfa Romeo non portò una terza vettura per Andrea De Cesaris, che era stato fatto testare la vettura nei giorni precedenti la gara al Balocco.
I prezzi per assistere alla gara andavano dalle 3.500 lire del venerdì alla Rivazza o alla Tosa alle 60.000 per le Tribune A e S della domenica. Visto il grande interesse per la gara e per evitare che si potessero distribuire biglietti falsi, gli organizzatori predisposero un rigido controllo all'entrata grazie alla collaborazione della Guardia di Finanza.

## Qualifiche

### Resoconto

L'ing. Carlo Chiti con Bruno Giacomelli nel corso delle prove del Gran Premio.

Al venerdì mattina un elicottero che trasportava dei meccanici dell'Alfa Romeo dal loro albergo di Massalombarda all'autodromo
fu protagonista di un incidente. Il pilota del velivolo perse il controllo mentre stava scaricando a terra i passeggeri sul terreno del campo sportivo sito all'interno dell'area del circuito, nei pressi del parco delle Acque Minerali. L'elicottero, dopo aver falciato le persone al suolo, riprese quota per poi piombare nuovamente a terra. Vi furono cinque feriti, di cui due in gravi condizioni. Poco dopo un altro incidente vide protagonista la vettura, guidata da Vittorio Brambilla, che portava al circuito anche l'ing. Carlo Chiti e l'altro pilota della scuderia italiana Bruno Giacomelli. La vettura tamponò un'altra automobile lungo un tratto della statale nei pressi di Imola, finendo in un fosso, ma senza conseguenze per i tre occupanti.
Nella prima giornata di prove il più veloce fu Jean-Pierre Jabouille su Renault con 1'34"339, alla media di 190,801 km/h. Jabouille precedette di oltre quattro decimi il suo compagno di scuderia René Arnoux. Terzo chiuse Bruno Giacomelli su Alfa Romeo, davanti a Alan Jones e Nelson Piquet. Non venne provata invece la Ferrari 126 C. Gilles Villeneuve, con la vecchia vettura a motore aspirato, chiuse comunque settimo. Non partecipò alle prove Manfred Winkelhock che, nel corso delle libere, era uscito di pista, colpendo la vettura di Nigel Mansell.
Al sabato la pole provvisoria di Jabouille resistette fino agli ultimi minuti quando il suo compagno di scuderia René Arnoux fu capace di scendere a 1'33"988, conquistando così la quinta partenza al palo in carriera. Per il terzo posto Carlos Reutemann riuscì a sopravanzare Giacomelli (che comunque migliorò il tempo del venerdì di mezzo secondo), mentre la terza fila fu di Nelson Piquet e Alan Jones. Gilles Villeneuve portò in prova finalmente la Ferrari 126 C, ottenendo un buon riscontro cronometrico, ma decise di utilizzare, per la gara, la tradizionale 312 T5, a motore aspirato.

### Risultati
Nella sessione di qualifica si è avuta questa situazione:
| Pos | Nº | Pilota                | Costruttore              | Tempo    | Griglia |
| --- | -- | --------------------- | ------------------------ | -------- | ------- |
| 1   | 16 | René Arnoux           | Renault                  | 1'33"988 | 1       |
| 2   | 15 | Jean-Pierre Jabouille | Renault                  | 1'34"339 | 2       |
| 3   | 28 | Carlos Reutemann      | Williams-Ford Cosworth   | 1'34"686 | 3       |
| 4   | 23 | Bruno Giacomelli      | Alfa Romeo               | 1'34"912 | 4       |
| 5   | 5  | Nelson Piquet         | Brabham-Ford Cosworth    | 1'34"960 | 5       |
| 6   | 27 | Alan Jones            | Williams-Ford Cosworth   | 1'35"109 | 6       |
| 7   | 29 | Riccardo Patrese      | Arrows-Ford Cosworth     | 1'35"618 | 7       |
| 8   | 2  | Gilles Villeneuve     | Ferrari                  | 1'35"751 | 8       |
| 9   | 6  | Héctor Rebaque        | Brabham-Ford Cosworth    | 1'35"872 | 9       |
| 10  | 11 | Mario Andretti        | Lotus-Ford Cosworth      | 1'36"084 | 10      |
| 11  | 21 | Keke Rosberg          | Fittipaldi-Ford Cosworth | 1'36"091 | 11      |
| 12  | 3  | Jean-Pierre Jarier    | Tyrrell-Ford Cosworth    | 1'36"181 | 12      |
| 13  | 25 | Didier Pironi         | Ligier-Ford Cosworth     | 1'36"422 | 13      |
| 14  | 7  | John Watson           | McLaren-Ford Cosworth    | 1'36"450 | 14      |
| 15  | 20 | Emerson Fittipaldi    | Fittipaldi-Ford Cosworth | 1'36"758 | 15      |
| 16  | 1  | Jody Scheckter        | Ferrari                  | 1'36"827 | 16      |
| 17  | 31 | Eddie Cheever         | Osella-Ford Cosworth     | 1'36"884 | 17      |
| 18  | 12 | Elio De Angelis       | Lotus-Ford Cosworth      | 1'36"919 | 18      |
| 19  | 22 | Vittorio Brambilla    | Alfa Romeo               | 1'36"929 | 19      |
| 20  | 26 | Jacques Laffite       | Ligier-Ford Cosworth     | 1'36"972 | 20      |
| 21  | 50 | Rupert Keegan         | Williams-Ford Cosworth   | 1'37"169 | 21      |
| 22  | 4  | Derek Daly            | Tyrrell-Ford Cosworth    | 1'37"215 | 22      |
| 23  | 9  | Marc Surer            | ATS-Ford Cosworth        | 1'37"270 | 23      |
| 24  | 8  | Alain Prost           | McLaren-Ford Cosworth    | 1'37"284 | 24      |
| NQ  | 43 | Nigel Mansell         | Lotus-Ford Cosworth      | 1'37"661 | NQ      |
| NQ  | 30 | Manfred Winkelhock    | Arrows-Ford Cosworth     | 1'38"212 | NQ      |
| NQ  | 14 | Jan Lammers           | Ensign-Ford Cosworth     | 1'38"215 | NQ      |
| NQ  | 41 | Geoff Lees            | Ensign-Ford Cosworth     | 1'38"451 | NQ      |

## Gara

### Resoconto
Alla partenza Carlos Reutemann creò un po' di caos per un problema al cambio, tanto da finire in ultima posizione. In testa rimase René Arnoux, seguito dal compagno di scuderia Jean-Pierre Jabouille, poi Nelson Piquet, Bruno Giacomelli, Gilles Villeneuve, Héctor Rebaque e Alan Jones.
Al terzo passaggio Jabouille sorpassò Arnoux alla Tosa che, poco dopo, alle Acque Minerali, venne superato anche da Nelson Piquet. Un giro dopo Gilles Villeneuve passò Giacomelli alla Tosa, mentre Piquet sfruttò un'indecisione di Jabouille, passandolo all'altezza della Variante Bassa. Al quinto giro si ritirò Vittorio Brambilla: sull'Alfa Romeo esplose uno pneumatico in piena velocità. Non vi fu nessuna conseguenza per il pilota.
Un giro dopo nello stesso punto vi fu un grosso incidente per la Ferrari di Gilles Villeneuve, sempre per la rottura di uno pneumatico. La monoposto andò a sbattere contro il muro esterno della semicurva che precede la Tosa (semicurva che oggi è chiamata per l'appunto Villeneuve): la vettura venne divelta nell'impatto ma, fortunosamente, venne evitata da tutti i piloti che seguivano il canadese. Giacomelli però, nello scartarla, uscì nella via di fuga, raccolse dei detriti e dovette, poco dopo, ritirarsi per una foratura. Sempre nel sesto giro Jones aveva passato Rebaque.
All'ottavo giro Jean-Pierre Jarier passò Didier Pironi, entrando in zona punti, mentre Arnoux fu passato da Jones quattro giri dopo. Al 12º giro la gara vedeva così al comando Nelson Piquet, seguito da Jean-Pierre Jabouille, Alan Jones, René Arnoux, Héctor Rebaque e Jean-Pierre Jarier. La gara di Rebaque terminò al giro 19 quando ruppe la sospensione della sua Brabham. Due giri dopo anche John Watson fu costretto all'abbandono per motivi tecnici, quando era sesto.

Nelson Piquet taglia vittorioso il traguardo.

Ora René Arnoux doveva difendersi sia da Jarier che da Mario Andretti, che superò lo stesso Jarier al 27º giro. Due giri dopo Alan Jones conquistò la seconda piazza passando Jabouille alla Variante Bassa.
Andretti si ritirò al quarantesimo giro per un guasto al cambio, così Carlos Reutemann entrò in zona punti dopo aver superato Pironi. Al giro 47 Jarier sopravanzò Arnoux, portandosi al quarto posto. Un giro dopo anche Reutemann passò il pilota della Renault. Sempre nella stessa tornata Jarier ebbe un problema ai freni alla curva delle Acque Minerali, andando in testacoda, riuscendo anche a ripartire, ma venendo passato sia da Reutemann che da Arnoux.
Arnoux stava scontando grossi problemi con gli pneumatici, ciò che consentì a Jarier di riprendere la quinta posizione. La Renault perse diverse posizioni nei giri successivi. Al 55º giro anche l'altro pilota della casa transalpina, Jean-Pierre Jabouille, dovette abbandonare le speranza di punti, causa della rottura del cambio. Un giro dopo anche l'altro francese Jean-Pierre Jarier fu costretto al ritiro per il mancato funzionamento dell'impianto frenante. Dopo che questo trio di piloti francesi fu costretto ad abbandonare la zona punti vi entrarono Elio De Angelis, Didier Pironi e Keke Rosberg. Il finlandese passò poi Pironi al giro 56.
Vinse Nelson Piquet davanti al duo della Williams Alan Jones-Carlos Reutemann. La scuderia britannica conquistò così il suo primo mondiale costruttori. Era la decima casa diversa a raggiungere questo risultato.

### Risultati
I risultati del gran premio furono i seguenti:
| Pos | No | Pilota                | Costruttore              | Giri | Tempo/Ritiro        | Pos. Griglia | Punti |
| --- | -- | --------------------- | ------------------------ | ---- | ------------------- | ------------ | ----- |
| 1   | 5  | Nelson Piquet         | Brabham-Ford Cosworth    | 60   | 1h38'07"52          | 5            | 9     |
| 2   | 27 | Alan Jones            | Williams-Ford Cosworth   | 60   | +28"93              | 6            | 6     |
| 3   | 28 | Carlos Reutemann      | Williams-Ford Cosworth   | 60   | +1'13"67            | 3            | 4     |
| 4   | 12 | Elio De Angelis       | Lotus-Ford Cosworth      | 59   | +1 giro             | 18           | 3     |
| 5   | 21 | Keke Rosberg          | Fittipaldi-Ford Cosworth | 59   | +1 giro             | 11           | 2     |
| 6   | 25 | Didier Pironi         | Ligier-Ford Cosworth     | 59   | +1 giro             | 13           | 1     |
| 7   | 8  | Alain Prost           | McLaren-Ford Cosworth    | 59   | +1 giro             | 24           |       |
| 8   | 1  | Jody Scheckter        | Ferrari                  | 59   | +1 giro             | 16           |       |
| 9   | 26 | Jacques Laffite       | Ligier-Ford Cosworth     | 59   | +1 giro             | 20           |       |
| 10  | 16 | René Arnoux           | Renault                  | 58   | +2 giri             | 1            |       |
| 11  | 50 | Rupert Keegan         | Williams-Ford Cosworth   | 58   | +2 giri             | 21           |       |
| 12  | 31 | Eddie Cheever         | Osella-Ford Cosworth     | 57   | +3 giri             | 17           |       |
| 13  | 3  | Jean-Pierre Jarier    | Tyrrell-Ford Cosworth    | 54   | Freni               | 12           |       |
| Rit | 15 | Jean-Pierre Jabouille | Renault                  | 53   | Cambio              | 2            |       |
| Rit | 9  | Marc Surer            | ATS-Ford Cosworth        | 45   | Motore              | 23           |       |
| Rit | 11 | Mario Andretti        | Lotus-Ford Cosworth      | 40   | Motore              | 10           |       |
| Rit | 29 | Riccardo Patrese      | Arrows-Ford Cosworth     | 38   | Motore              | 7            |       |
| Rit | 4  | Derek Daly            | Tyrrell-Ford Cosworth    | 33   | Incidente           | 22           |       |
| Rit | 7  | John Watson           | McLaren-Ford Cosworth    | 20   | Cuscinetto di ruota | 14           |       |
| Rit | 6  | Héctor Rebaque        | Brabham-Ford Cosworth    | 18   | Sospensione         | 9            |       |
| Rit | 20 | Emerson Fittipaldi    | Fittipaldi-Ford Cosworth | 17   | Incidente           | 15           |       |
| Rit | 2  | Gilles Villeneuve     | Ferrari                  | 5    | Incidente/Foratura  | 8            |       |
| Rit | 23 | Bruno Giacomelli      | Alfa Romeo               | 5    | Foratura            | 4            |       |
| Rit | 22 | Vittorio Brambilla    | Alfa Romeo               | 4    | Foratura/Testacoda  | 19           |       |
| NQ  | 43 | Nigel Mansell         | Lotus-Ford Cosworth      |      |                     |              |       |
| NQ  | 30 | Manfred Winkelhock    | Arrows-Ford Cosworth     |      |                     |              |       |
| NQ  | 14 | Jan Lammers           | Ensign-Ford Cosworth     |      |                     |              |       |
| NQ  | 41 | Geoff Lees            | Ensign-Ford Cosworth     |      |                     |              |       |

## Classifiche

### Piloti
| Pos. | Pilota                | Punti |
| ---- | --------------------- | ----- |
| 1    | Nelson Piquet         | 54    |
| 2    | Alan Jones            | 53    |
| 3    | Carlos Reutemann      | 37    |
| 4    | Jacques Laffite       | 32    |
| 5    | René Arnoux           | 29    |
| 6    | Didier Pironi         | 24    |
| 7    | Elio De Angelis       | 10    |
| 8    | Jean-Pierre Jabouille | 9     |
| 9    | Riccardo Patrese      | 7     |
| 10   | Keke Rosberg          | 6     |
| 11   | Derek Daly            | 6     |
| 12   | Jean-Pierre Jarier    | 6     |
| 13   | Emerson Fittipaldi    | 5     |
| 14   | Alain Prost           | 5     |
| 15   | Jochen Mass           | 4     |
| 16   | Bruno Giacomelli      | 4     |
| 17   | Gilles Villeneuve     | 4     |
| 18   | John Watson           | 3     |
| 19   | Jody Scheckter        | 2     |

### Costruttori
| Pos. | Team                     | Punti |
| ---- | ------------------------ | ----- |
| 1    | Williams-Ford Cosworth   | 90    |
| 2    | Ligier-Ford Cosworth     | 56    |
| 3    | Brabham-Ford Cosworth    | 54    |
| 4    | Renault                  | 38    |
| 5    | Tyrrell-Ford Cosworth    | 12    |
| 6    | Arrows-Ford Cosworth     | 11    |
| 7    | Fittipaldi-Ford Cosworth | 11    |
| 8    | Lotus-Ford Cosworth      | 10    |
| 9    | McLaren-Ford Cosworth    | 8     |
| 10   | Ferrari                  | 6     |
| 11   | Alfa Romeo               | 4     |